# 本尊
本尊（ほんぞん）は、仏教寺院や仏壇などに最も大切な信仰の対象として安置される仏像・経典・仏塔、お守りとして身辺に常時携帯されるもの、仏や菩薩などの彫刻・絵画・曼荼羅（まんだら）・名号などをいう。
また比喩として派生した用法として、
- 仏教以外の宗教において信仰の対象として大切に扱われるもの。
- 日常生活において、ものごとの張本人や端倪すべからざる人物、大切にすべき物。

などにも用いられる。

## 本尊とは何か
「三本尊 (sku gsung thugs sum,ten gsum)」という分類では、仏の身体を表す本尊として仏像や仏画、仏のことばをあらわす本尊として経典の冊子や経巻、仏の心をあらわす本尊として仏塔が提示される。

## 大日経による定義
『大毘盧遮那成仏神変加持経』（大日経）では、本尊という名称と概念を次のように説く。
本尊の身に亦た二種有り。所謂（いわゆる）清浄と非清浄なり。彼の浄身を証すれば一切の相を離れ、非浄・有想の身は、則ち顕・形の衆色有り。
彼の二種の尊形は、二種の事を成就す。有想の故に有相の悉地（しっち、サンスクリットsiddhi、究極の境地なり）を成就し、無想の故に随て無相の悉地を生ず。　　説本尊三昧品第二十八

## 日本における様々な用法
日本では鎌倉仏教の時代に、日蓮によって以下の3つの意義を要件として教義とするようになる。
- 根本尊崇（こんぽんそんすう）。「世界におけるあらゆる物事の根本」として尊ばれ崇められるべきもの。
- 本来尊重（ほんらいそんちょう）。「私たち自身の生の本来的なありかた」として尊重されるべきもの。
- 本有尊形（ほんぬそんぎょう）。無限の過去からもともと有ったのだが今までは隠れていた「尊い存在の姿・かたち」が顕現したもの。

### 各宗派の本尊
以下に日本仏教における主要な各宗派の本尊を示す。

#### 飛鳥・奈良仏教
南都六宗の本尊は寺によって異なる。
釈迦如来
興福寺（法相宗）中金堂
法隆寺（聖徳宗）金堂
毘盧遮那仏（びるしゃなぶつ)
東大寺（華厳宗）金堂
薬師如来
薬師寺（法相宗）金堂
弥勒菩薩（如来）
薬師寺（法相宗）大講堂
中宮寺 - 伝如意輪観音
當麻寺
観音菩薩
浅草寺
千手観音菩薩
清水寺（北法相宗）
鞍馬寺 - 毘沙門天王、護法魔王尊との三身一体
如意輪観音
岡寺
十一面観世音菩薩
長谷寺

#### 平安仏教
天台宗は、円（天台）・密（密教）・禅（禅宗）・戒（戒律）の四宗を相承した最澄によって日本へ伝えられた宗派であり、本尊も各寺院によってさまざまである。
また、真言宗の中心的尊格は大日如来だが、各寺院の本尊は釈迦如来、阿弥陀如来、薬師如来、観音菩薩、不動明王などさまざまである。これは全ての仏は宇宙の真理の象徴であり、法身である大日如来が姿を変えて現われたものとする観念に基づく。
釈迦如来
西塔の転法輪堂（釈迦堂）（天台宗）
大日如来
円成寺多宝塔（真言宗） - 運慶作
薬師如来
延暦寺東塔の根本中堂（天台宗）
東寺、神護寺、醍醐寺（真言宗）
阿閦如来（あしゅくにょらい）
金剛峯寺（真言宗）
観音菩薩
横川（よかわ）の横川中堂（天台宗）
如意輪観音
観心寺（真言宗）
岡寺

#### 鎌倉仏教
釈迦如来
臨済宗
曹洞宗
縁により、観音菩薩、阿弥陀如来、地蔵菩薩等）
禅宗寺院では仏像と同様、時にはそれ以上に祖師像を重視する傾向がある。
久遠実成の釈迦牟尼仏日蓮宗、法華宗
弘安5年日蓮臨入滅直筆大曼荼羅／中央に題目を記した宝塔と、その両脇に釈迦如来と多宝如来を配し、その下に日蓮像を配する「三宝尊」
日蓮正宗
弘安2年10月12日の本門戒壇之大御本尊（通称・板曼荼羅）
創価学会・SGI
1991年（平成3年）の破門までは日蓮正宗版の御本尊の御形木御本尊
1993年（平成5年）に浄圓寺所蔵の日寛書写の御本尊（1720年（享保5年）書写）の御形木御本尊を会員向けに付与。
阿弥陀如来
浄土宗（立像・坐像）
浄土真宗（立像） - 一仏を本尊とする。形態は、木像・絵像。もしくは、「南無阿弥陀仏」の名号（名号本尊）。